# Segelfluggelände Markdorf

i7
i11
i13
Das Segelfluggelände Markdorf liegt in Markdorf im Bodenseekreis in Baden-Württemberg.

## Flugbetrieb

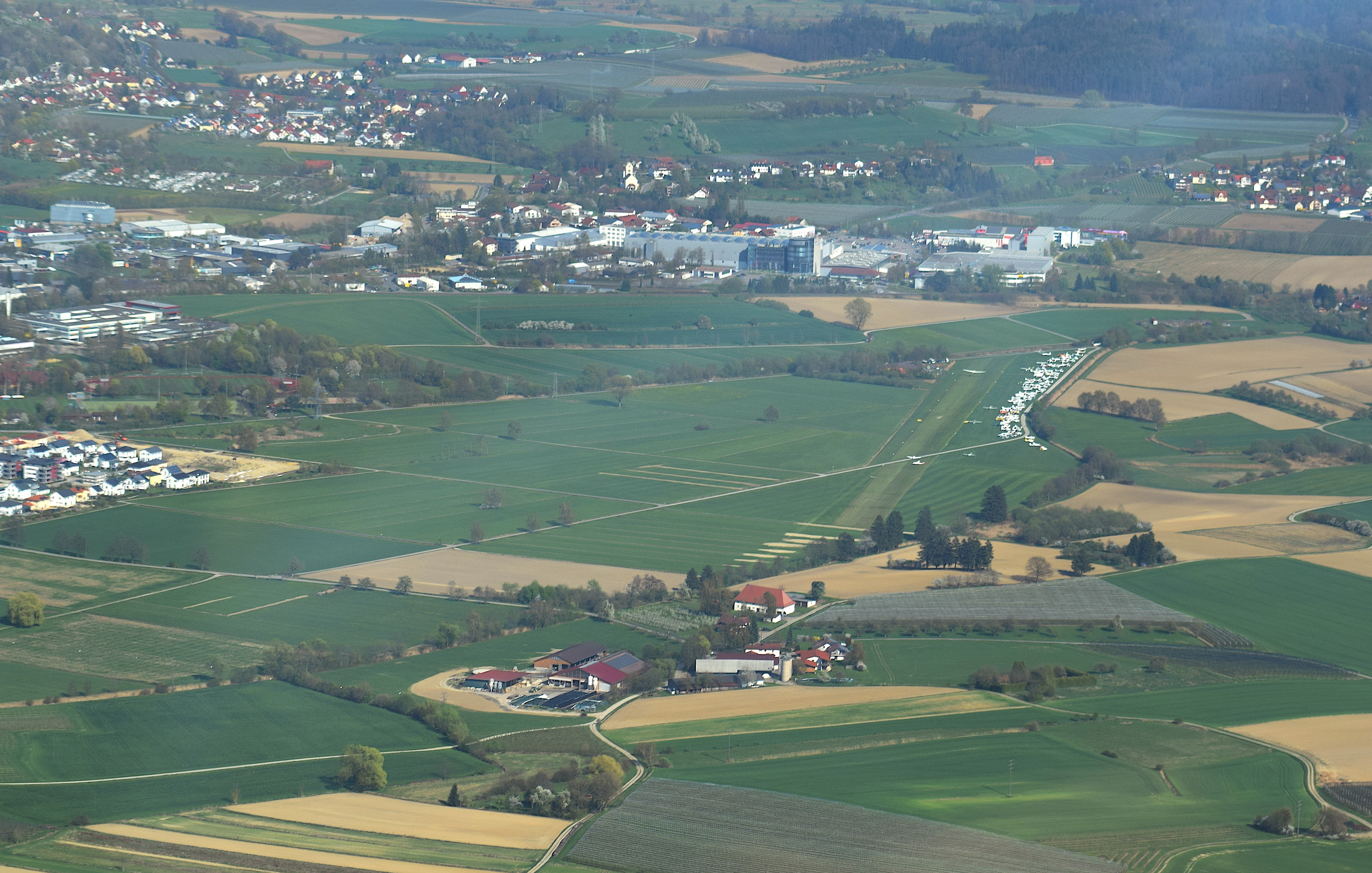
Das Segelfluggelände Markdorf während der Aero 2017 in Friedrichshafen

Das Segelfluggelände ist mit einer 420 m langen und 30 m breiten Start- und Landebahn aus Gras (Richtung 10/28) ausgestattet. Es besitzt eine Betriebszulassung für Segelflugzeuge, Ultraleichtflugzeuge, Tragschrauber, motorisierte Hängegleiter und Schleppflugzeuge mit einer höchstzulässigen Abflugmasse bis 2000 kg. Als Startarten von Segelflugzeugen sind Flugzeugschleppstart und Windenstart zugelassen. Starts und Landungen von platzfremden Piloten bedürfen der vorherigen Zustimmung des Platzhalters (PPR). Der Halter und Betreiber des Segelfluggeländes ist die Segelfliegergruppe Markdorf e. V.
Zur Zeit der Luftfahrtmesse Aero Friedrichshafen dient das Segelfluggelände Markdorf als Ausweichgelände für Gastflugzeuge.

## Geschichte
Die Segelfliegergruppe Markdorf e. V. wurde am 18. Mai 1951 gegründet. Das Segelfluggelände wurde am 15. September 1956 in Betrieb genommen.